# Anomalon luteum
Anomalon luteum är en stekelart som beskrevs av Rudow 1883. Anomalon luteum ingår i släktet Anomalon och familjen brokparasitsteklar. Inga underarter finns listade i Catalogue of Life.